# Бегбуди, Сарват Мидхатович
Сарват Мидхатович Бегбуди (род. 5 июня 1945, Ташкент) — советский и российский цирковой артист, дрессировщик лошадей, наездник, педагог, режиссёр, народный артист РСФСР (1988).

## Биография
Сарват Мидхатович Бегбуди родился 5 июня 1945 года в Ташкенте в известной цирковой семье. Его мать Лола Ходжаева была известной цирковой наездницей, а отец — известным просветителем и драматургом. Многие члены семьи были связаны с цирком. Когда Бегбуди исполнилось девять лет, его мать повторно вышла замуж за известного циркового деятеля Юрия Владимировича Дурова. С детства занимался дрессировкой. В 17 лет Дуров доверил ему самостоятельную дрессировку куниц и пони.
Работал со многими животными: слонами, белыми тиграми, носорогом, жирафом, пони, зебрами, но большую часть своей цирковой карьеры он связал с лошадьми. Был жонглёром. Выступал в цирке Никулина на Цветном бульваре.
Выступал в Канаде, США, Австралии, Новой Зеландии, Германии, Голландии, Югославии и Бельгии. Работает с женой, дрессировщицей Светланой Бегбуди.
С 2006 года служит в театре Уголок дедушки Дурова. После смерти в 2007 году сводной сестры Натальи Юрьевны Дуровой является ведущим артистом и дрессировщиком «Уголка Дурова».
28 июля 2020 года в фойе Большого Московского государственного цирка на «Аллее звёзд» была открыта именная «звезда» Сарвата Бегбуди.

### Семья
- Мать — цирковая артистка Лола Мухамедовна Ходжаева (род. 1923), артистка цирка, наездница, дрессировщица собак, народная артистка Узбекской ССР (1950).
- Отчим — цирковой деятель Юрий Владимирович Дуров (1910—1971), народный артист СССР.
- Первая жена — Ольга Николаевна Денисова (26 апреля 1946 — 8 февраля 2022), акробат, дрессировщица белых тигров и лошадей, Заслуженная артистка России[3].
- Вторая жена — Светлана Бегбуди (урожд. Травникова; род. 1956), цирковая артистка, дрессировщица лошадей.

## Награды и премии
- Заслуженный артист Таджикской ССР (14.02.1980)[4].
- Народный артист РСФСР (13.04.1988).
- Орден Почёта (17.12.1994) — за заслуги перед народом, связанные с развитием российской государственности, достижениями в труде, науке, культуре, искусстве, укреплении дружбы и сотрудничества между народами[5].
- Благодарность Министра культуры и массовых коммуникаций Российской Федерации (01.06.2005) — за большой личный вклад в развитие отечественного циркового искусства и в связи с юбилейной датой со дня рождения[6].
- Лауреат Международного конкурса в Монте-Карло.
- Лауреат премии Ленинского комсомола (1981).

## Работы в театре

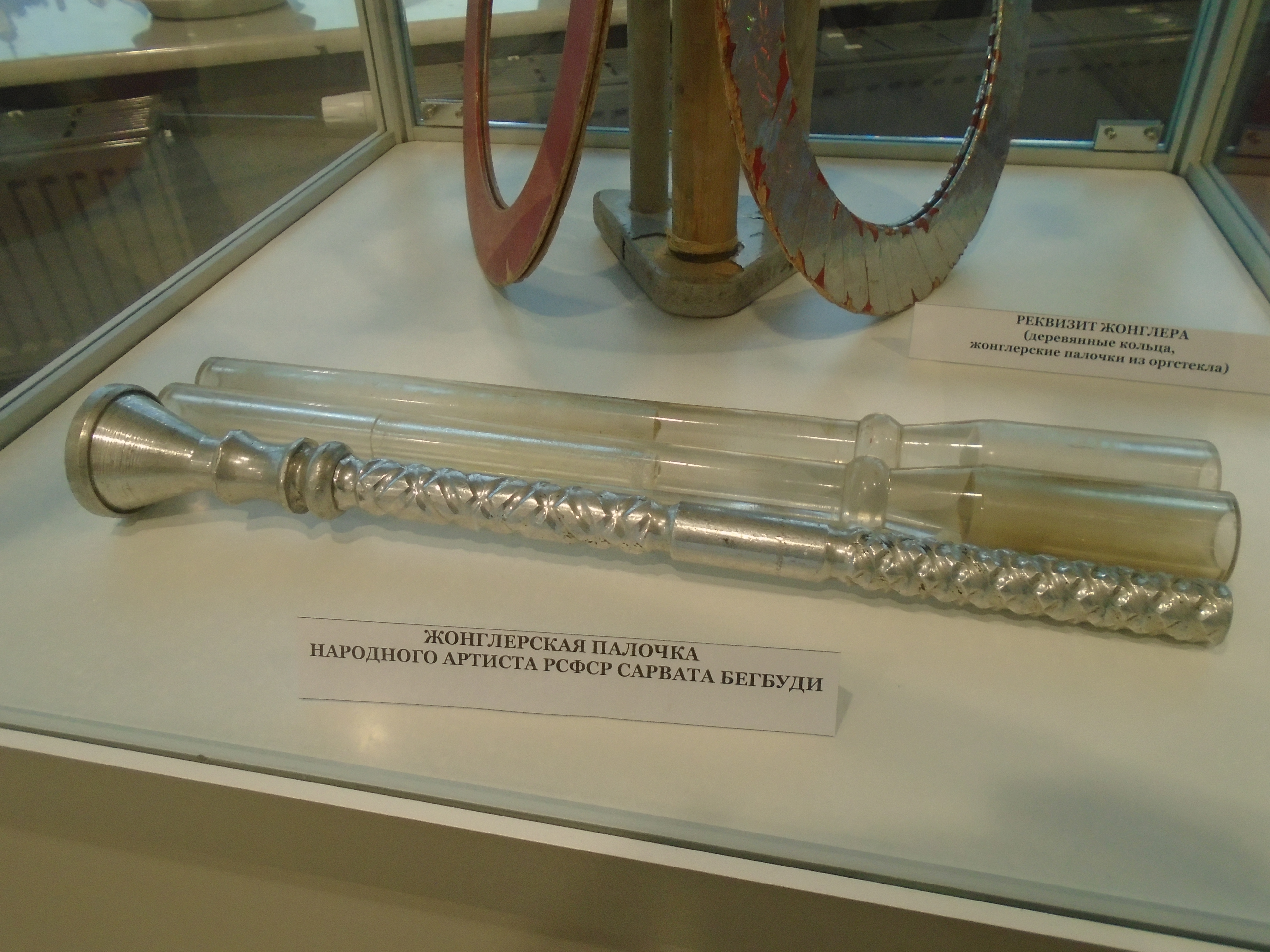
Жонглёрская палочка Сарвата Бегбуди, Казанский цирк.

### Уголок Дурова
- «Дорога — длиною в век»
- «Подарите мне сказку»
- «История хрустальной туфельки»
- «Каприз королевы»
- «Необыкновенное путешествие»
- «По следам Снежной Королевы»
- «Как Санта заблудился»
- «Счастливый день Емели»